# Franz Ignaz Michael Neumann
Pour les articles homonymes, voir Neumann.

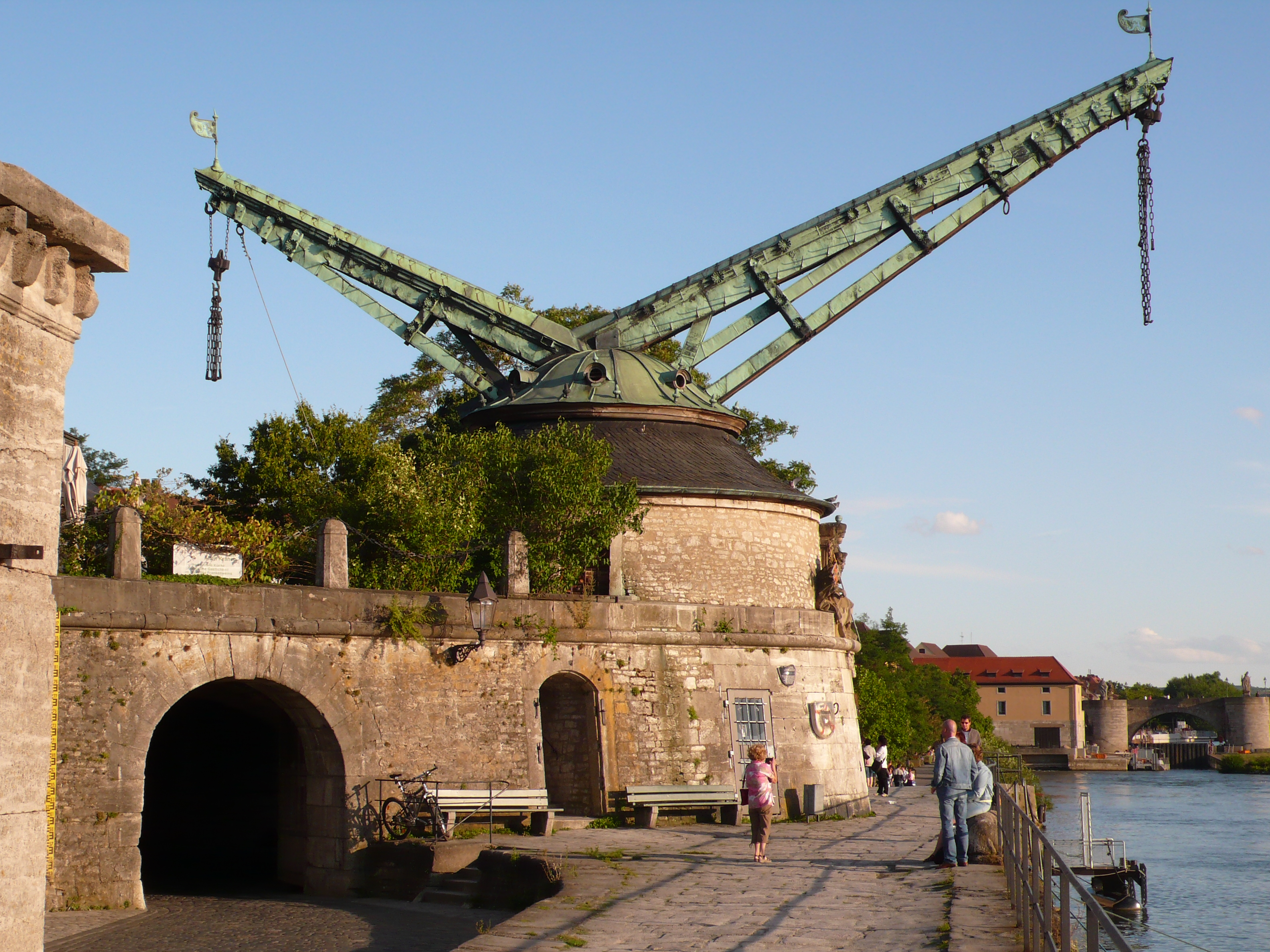
L'ancienne grue de Wurtzbourg

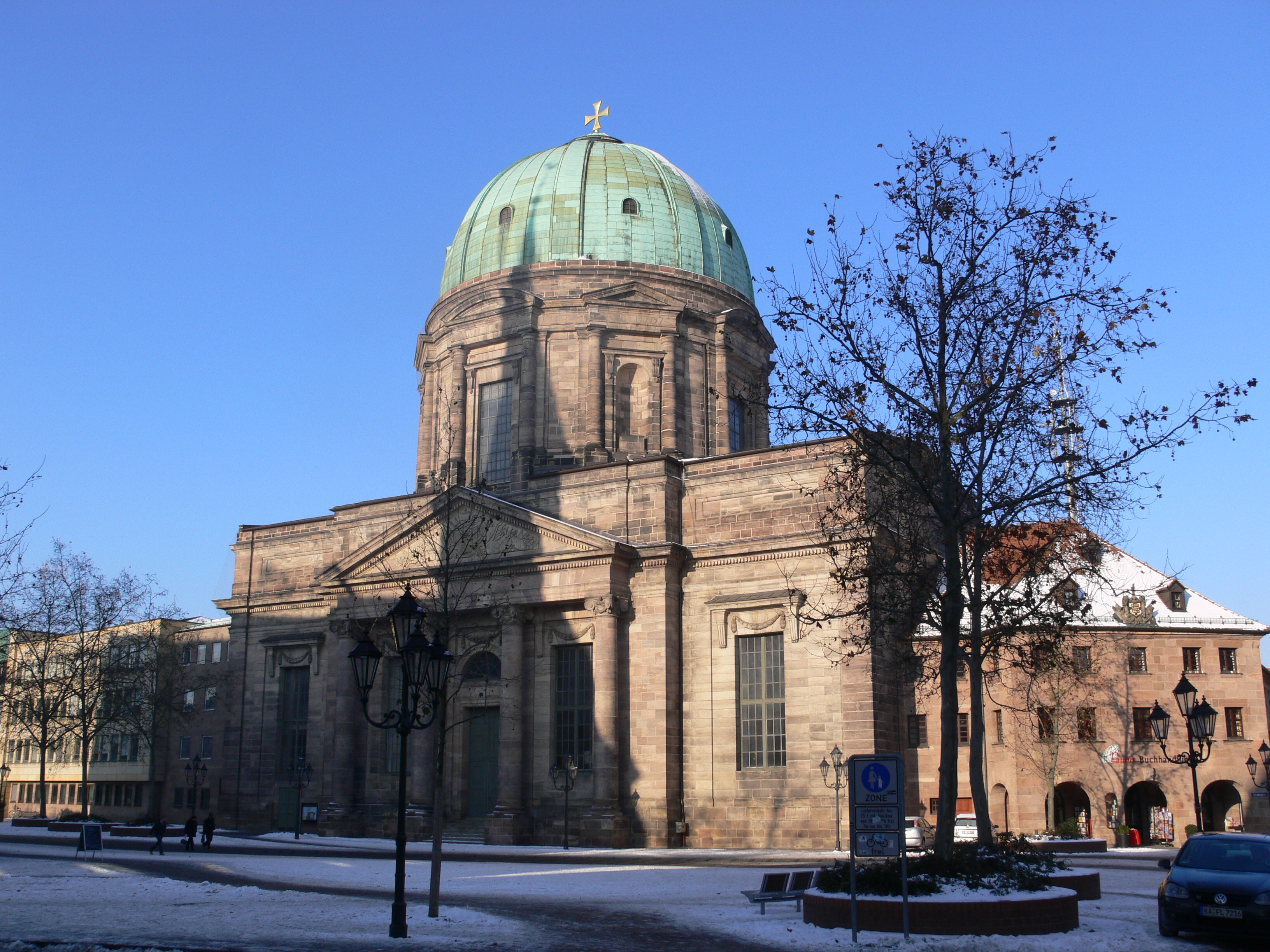
Église Sainte-Élisabeth de Nuremberg

Franz Ignaz Michael Neumann (né le 8 mai 1733 à Wurtzbourg, mort le 29 septembre 1785 à Wurtzbourg) est un ingénieur, architecte et maître d'œuvre allemand du baroque, rococo et du néoclassique. Il est le fils aîné de l'architecte baroque Johann Balthasar Neumann.

## Biographie
Contrairement à son père, Franz Ignaz Michael Neumann grandit dans un milieu aisé. Il est le seul des huit enfants qui suit la carrière de son père et devient d'abord ingénieur et maître d'œuvre militaire au grade de major. Après un apprentissage auprès de son père, il se rend en France dans les académies de Paris et de Rouen pour étudier l'architecture. Bien qu'il ait repris des éléments français, son œuvre reste avant tout influencé par l'œuvre de son père. Vers 1754, il revient à Wurtzbourg. En 1755, il supervise un temps les travaux de l'église de l'Abbaye de Neresheim. Ensuite il est l'architecte de la cour d'Adam Friedrich von Seinsheim, prince-évêque de Wurtzbourg et participe largement à la conception et la construction de la Résidence de Würzburg et de ses jardins.
Dans le même temps, Franz Ignaz Michael Neumann conçoit et construit en sa qualité d'ingénieur l'ancienne grue de Wurtzbourg (de) sur le Main, qui étaient à l'origine un moulin à bras, et dynamisent les échanges commerciaux de la ville.
Il restaure la cathédrale Saint-Martin de Mayence, notamment à l'ouest la croisée du transept, en remplaçant le bois et l'ardoise par de la pierre, plus résistante contre les incendies et qui a fait ses preuves face dans le contexte de siège de Mayence (1793) et le 27 février 1945, et termine le flanc et le toit du chœur à l'ouest. Il supervise à la même période plusieurs autres travaux.

« Le Chapitre hésitait à la reconstruire en pierre malgré les assurances de François-Ignace-Michel Neumann le jeune, fils du célèbre architecte de la résidence de Wurzbourg, qui se faisait fort de réédifier le clocher sur des fondations d'une solidité à toute épreuve. Neumann était un architecte de grand mérite qui s'était formé en France : non content de travailler à Paris, où il s'était lié avec l'académicien Le Roy, connu par son livre sur Les monuments de Vantiquiié, il avait voyagé en province et étudié avec grand soin la cathédrale de Rouen »

— Louis Réau, L'Art Français sur le Rhin
Dans les années 1772-1778, Franz Ignaz Michael Neumann est entre autres à Spire où il reconstruisit la nef et la partie occidentale de la cathédrale Notre-Dame-de-l'Assomption-et-Saint-Étienne de Spire. Il refait, surtout la façade, l'église Sainte-Élisabeth de Nuremberg (en). En 1783, il conçoit les nouveaux bâtiments de l'abbaye d'Amorbach.